# Arrondissement Lodève
Lodève is een arrondissement van het Franse departement Hérault in de regio Occitanie. De onderprefectuur is Lodève.

## Kantons
Het arrondissement was tot 2014 samengesteld uit de volgende kantons:
- Kanton Aniane
- Kanton Le Caylar
- Kanton Clermont-l'Hérault
- Kanton Ganges
- Kanton Gignac
- Kanton Lodève
- Kanton Lunas
- Kanton Saint-Martin-de-Londres

Na de herindeling van de kantons bij decreet van 26 februari 2014, met uitwerking op 22 maart 2015, en de wijziging van de arrondissementsgrenzen per 1 januari 2017, zijn dat :
- Kanton Clermont-l'Hérault
- Kanton Gignac
- Kanton Lodève
- Kanton Mèze  (deel: 5/18)
- Kanton Saint-Gély-du-Fesc  (deel: 19/20)